# Emma Schweiger
Emma Tiger Schweiger est une actrice allemande née le 26 octobre 2002 à Los Angeles.

## Biographie
Emma Schweiger est la fille cadette de l’acteur allemand Til Schweiger et de la chef d’entreprise américaine Dana Schweiger. Elle est la sœur de Valentin, Luna (de) et Lilli Schweiger (de).
Après une petite apparition en tant que figurante dans le film Barfuss réalisé par Til Schweiger, elle décroche son premier rôle à 5 ans en jouant dans Keinohrhasen, le plus grand succès cinématographique de l’année 2007 en Allemagne. Elle reprend ce rôle en 2009 dans la suite de Keinohrhasen, Zweiohrküken (de). La même année, Emma Schweiger joue un rôle secondaire dans Männerherzen (de) aux côtés de son père et de Christian Ulmen.
En 2011, Emma Schweiger tient pour la première fois un rôle principal en jouant Magdalena dans le film Coq au vin, toujours en compagnie de son père. À l’été 2011, elle joue dans la comédie dramatique Und weg bist du (de), téléfilm diffusé le 4 septembre 2012 sur la chaîne allemande Sat.1. En 2011 toujours, elle co-anime la série animalière allemande Die Pfotenbande (de) avec ses deux sœurs. Du 2 août 2012 au 1er octobre 2012, elle tourne avec Til Schweiger dans le film Coq au vin 2 (de), sorti au cinéma en 2013.
En 2013, Emma Schweiger joue avec son père dans un spot publicitaire pour le site de vidéo à la demande Watchever (de) et elle double une voix dans le film d’animation de Til Schweiger intitulé Keinohrhase und Zweiohrküken (de).
En 2014, elle apparaîtra avec son père et Dieter Hallervorden dans la comédie dramatique Honig im Kopf. Ce film sortira en salles le 25 décembre 2014 en Allemagne.

## Filmographie
- 2005 : Barfuss : figurante
- 2007 : Keinohrhasen : Cheyenne-Blue
- 2009 : Männerherzen (de) : Emily
- 2009 : Zweiohrküken (de) : Cheyenne-Blue
- 2011 : Coq au vin : Magdalena
- 2011 : Die Pfotenbande (de) (série télévisée, 12 épisodes)
- 2012 : Und weg bist du (de) (téléfilm) : Lucy Becker
- 2013 : Coq au vin 2 (de) : Magdalena
- 2013 : Keinohrhase und Zweiohrküken (de) (doublage) : Zweiohrküken
- 2014 : Honig im Kopf : Tilda

## Récompenses et nominations
- 2011
  - Nickelodeon Kids' Choice Awards - Nomination dans la catégorie Star favorite : Allemagne, Autriche, Suisse pour le film Coq au vin
  - Video Champion (de) - Prix de jeune talent
  - New Faces Award (de) - Prix de jeune talent
- 2012
  - Romy (prix télévisuel)